# American Hockey League 1948-1949
La stagione 1948-1949 è stata la 13ª edizione della American Hockey League, la più importante lega minore nordamericana di hockey su ghiaccio. La stagione vide al via le stesse undici formazioni della stagione precedente e al termine dei playoff i Providence Reds conquistarono la loro terza Calder Cup sconfiggendo gli Hershey Bears 4-3.

## Modifiche
- Il Wally Kilrea Trophy dopo un solo anno cambiò il proprio nome in Carl Liscombe Trophy, infatti l'atleta dei Providence Reds Carl Liscombe aveva appena stabilito il nuovo primato assoluto in una stagione AHL con 118 punti.

## Stagione regolare

### Classifiche
East Division
|  | Pos. | Squadra              | Pt | G  | V  | S  | N | GF  | GS  | DR   |
|  | ---- | -------------------- | -- | -- | -- | -- | - | --- | --- | ---- |
|  | 1.   | Providence Reds      | 94 | 68 | 44 | 18 | 6 | 347 | 219 | +128 |
|  | 2.   | Hershey Bears        | 61 | 68 | 28 | 35 | 5 | 256 | 261 | -5   |
|  | 3.   | Springfield Indians  | 53 | 68 | 22 | 37 | 9 | 240 | 276 | -36  |
|  | 4.   | New Haven Ramblers   | 48 | 68 | 20 | 40 | 8 | 223 | 286 | -63  |
|  | 5.   | Philadelphia Rockets | 35 | 68 | 15 | 48 | 5 | 230 | 407 | -177 |
|  | 6.   | Washington Lions     | 26 | 68 | 11 | 53 | 4 | 179 | 401 | -222 |

West Division
|  | Pos. | Squadra               | Pt | G  | V  | S  | N  | GF  | GS  | DR   |
|  | ---- | --------------------- | -- | -- | -- | -- | -- | --- | --- | ---- |
|  | 1.   | St. Louis Flyers      | 91 | 68 | 41 | 18 | 9  | 294 | 192 | +102 |
|  | 2.   | Indianapolis Capitals | 90 | 68 | 39 | 17 | 12 | 288 | 209 | +79  |
|  | 3.   | Cleveland Barons      | 88 | 68 | 41 | 21 | 6  | 286 | 251 | +35  |
|  | 4.   | Pittsburgh Hornets    | 88 | 68 | 39 | 19 | 10 | 301 | 175 | +126 |
|  | 5.   | Buffalo Bisons        | 74 | 68 | 33 | 27 | 8  | 246 | 213 | +33  |

Legenda:

      Ammesse ai Playoff
Note:

Due punti a vittoria, un punto a pareggio, zero a sconfitta.

### Statistiche
Classifica marcatori
| Giocatore       | Squadra               | PG | Gol | Assist | Punti |
| --------------- | --------------------- | -- | --- | ------ | ----- |
| Sid Smith       | Pittsburgh Hornets    | 68 | 55  | 57     | 112   |
| Carl Liscombe   | Providence Reds       | 68 | 55  | 47     | 102   |
| Roger Bedard    | Providence Reds       | 67 | 29  | 61     | 90    |
| Harvey Fraser   | Providence Reds       | 68 | 34  | 55     | 89    |
| Jean-Paul Gladu | St. Louis Flyers      | 67 | 51  | 34     | 85    |
| Murdo MacKay    | Buffalo Bisons        | 68 | 32  | 52     | 84    |
| Fred Glover     | Indianapolis Capitals | 68 | 35  | 48     | 83    |
| Jackie Hamilton | Providence Reds       | 59 | 26  | 54     | 80    |
| Pete Leswick    | Cleveland Barons      | 68 | 44  | 35     | 79    |
| Phil Maloney    | Hershey Bears         | 64 | 29  | 50     | 79    |
|                 |                       |    |     |        |       |

Classifica portieri
| Giocatore      | Squadra               | PG | MGS  |  |
| -------------- | --------------------- | -- | ---- |  |
| Baz Bastien    | Pittsburgh Hornets    | 68 | 2.57 |  |
| Ralph Almas    | St. Louis Flyers      | 66 | 2.86 |  |
| Terry Sawchuk  | Indianapolis Capitals | 67 | 3.06 |  |
| Connie Dion    | Buffalo Bisons        | 68 | 3.13 |  |
| Harvey Bennett | Providence Reds       | 67 | 3.16 |  |
|                |                       |    |      |  |

## Playoff
|  | Primo turno | Primo turno           | Primo turno      |                  |               | Semifinali    | Semifinali      | Semifinali |  |  | Calder Cup | Calder Cup | Calder Cup |  |
|  |             |                       |                  |                  |               |               |                 |            |  |  |            |            |            |  |
|  |             |                       |                  |                  |               | E1            | Providence Reds | 4          |  |  |            |            |            |  |
|  |             |                       |                  |                  |               | E1            | Providence Reds | 4          |  |  |            |            |            |  |
|  |             |                       | W2               | St. Louis Flyers | 3             |               |                 |            |  |  |            |            |            |  |
|  |             |                       |                  | St. Louis Flyers | 3             |               |                 |            |  |  |            |            |            |  |
|  |             |                       |                  |                  |               |               |                 |            |  |  |            |            |            |  |
|  |             |                       |                  |                  |               |               |                 |            |  |  |            |            |            |  |
|  |             | Providence Reds       | Providence Reds  | 4                |               |               |                 |            |  |  |            |            |            |  |
|  |             |                       |                  |                  |               |               |                 |            |  |  |            |            |            |  |
|  |             |                       | Hershey Bears    | Hershey Bears    | 3             |               |                 |            |  |  |            |            |            |  |
|  | E2          | Hershey Bears         | Hershey Bears    | Hershey Bears    | 3             | 2             |                 |            |  |  |            |            |            |  |
|  | E2          | Hershey Bears         |                  |                  |               |               |                 |            |  |  |            |            |            |  |
|  | W2          | Indianapolis Capitals | 0                |                  |               |               |                 |            |  |  |            |            |            |  |
|  | W2          | Indianapolis Capitals | 0                |                  | Hershey Bears | Hershey Bears | 2               |            |  |  |            |            |            |  |
|  |             |                       |                  |                  | Hershey Bears | Hershey Bears | 2               |            |  |  |            |            |            |  |
|  |             |                       | Cleveland Barons | Cleveland Barons | 0             |               |                 |            |  |  |            |            |            |  |
|  | E3          | Springfield Indians   | Cleveland Barons | Cleveland Barons | 0             | 1             |                 |            |  |  |            |            |            |  |
|  | E3          | Springfield Indians   |                  |                  |               |               |                 |            |  |  |            |            |            |  |
|  | W3          | Cleveland Barons      | 2                |                  |               |               |                 |            |  |  |            |            |            |  |

## Premi AHL
- Calder Cup: Providence Reds
- F. G. "Teddy" Oke Trophy: St. Louis Flyers
- Carl Liscombe Trophy: Sid Smith (Pittsburgh Hornets)
- Dudley "Red" Garrett Memorial Award: Terry Sawchuk (Indianapolis Capitals)
- Harry "Hap" Holmes Memorial Award: Baz Bastien (Pittsburgh Hornets)
- Les Cunningham Award: Carl Liscombe (Providence Reds)

### Vincitori
| Providence Reds | Portiere: Harvey Bennett Difensori: Maurice Arcand, Ed Kullman, Art Michaluk, Elwyn Morris, Bob Paul, Danny Summers Attaccanti: Roger Bedard, John Chad, Harvey Fraser, Jackie Hamilton, Pete Kapusta, Ray LaPlante, Carl Liscombe, Jack McGill, Terry Reardon, Chuck Scherza, Jack Stoddard Allenatore: Terry Reardon |

### AHL All-Star Team
First All-Star Team
- Attaccanti: Sid Smith • Murdo MacKay • Pete Leswick
- Difensori: Pete Backor • Hy Buller
- Portiere: Baz Bastien

Second All-Star Team
- Attaccanti: Carl Liscombe • Harvey Fraser • Phil Hergesheimer
- Difensori: Stan Kemp • Danny Sprout
- Portiere: Ralph Almas